# Cautio muciana
La cautio muciana era una "procedura" usata dai giuristi dell'antica Roma.
Nel mondo romano l'idea di obbligazioni sottoposte a condizioni risolutive non era contemplata. Tuttavia, a partire dal I secolo a.C., si dette subito esecuzione ai legati con condizione potestativa negativa (che altrimenti si sarebbe verificata solo con la morte dell'interessato, rendendo quindi impossibile al legatario di trarne vantaggio), previa prestazione di una stipulatio o cautio (detta muciana dal nome del console Quinto Mucio Scevola) da parte del legatario con la quale lo stesso legatario prometteva all'erede che avrebbe restituito quanto datogli subito a titolo di legato se la condizione fosse venuta a mancare. Si ebbe così la trasformazione di una condizione sospensiva in una risolutiva.
La cautio muciana si va dunque ad aggiungere alla lunga lista di artifici utilizzati dai giuristi romani per porre rimedio a situazioni pratiche senza modificazioni dei principi generali.